# 月刊プレイボーイ
『月刊プレイボーイ』（げっかんプレイボーイ）は過去に米国の成年誌『プレイボーイ』を日本向けに翻訳・再編集していた雑誌。PLAYBOY日本版とも呼ばれる。

## 概要
集英社が1975年5月に「7月号」として創刊。発行人は若菜正、編集人は岡田朴。ノーマン・メイラーのノンフィクションやジョン・コリアの小説など読み物も充実していた。
『プレイボーイ』専属モデル「プレイメイト」の掲載ヌードを直輸入掲載していた。日本でヘアヌードが解禁される（1990年頃）以前から、加工編集はありながらも掲載をし続けた。グラビア以外は日本版独自要素が強く、小説やコラム、インタビュー記事などを掲載。同誌の編集者をめざし集英社に入社した鳥嶋和彦は「宣伝戦略も含めて内容がとても面白かった」と述べている。スタイリッシュな誌面デザイン、洗練された記事といった独自路線の影響は大きく、創刊以降、月刊プレイボーイを真似たような大人向けビジュアル誌が続々創刊された。
2008年8月1日、同年11月25日発売の2009年1月号をもって休刊しプレイボーイ・エンタープライズ社とのライセンス契約も年末で終了することが発表された。「終刊号」では、池澤夏樹、藤原新也、立花隆など各界の著名人が「PLAYBOYと私」ついて語る総集編となっていた。
1975年創刊当時の発行部数は約90万部。休刊前の2008年は5万5000部程度となっていた。編集部も末期は集英社インターナショナル内に置かれていた。
同じ出版社の同誌名の週刊誌と月刊誌でありながら、上記理由もあり1966年に先行して創刊された『週刊プレイボーイ』との関係性は希薄。特に記事については類似点もない。